# Nang Rong (huyện)
Nang Rong (tiếng Thái: นางรอง) là một huyện (‘‘amphoe’’) thuộc tỉnh Buriram, đông bắc Thái Lan.

## Địa lý
Các huyện giáp ranh (từ đông bắc theo chiều kim đồng hồ) là Chamni, Mueang Buriram, Prakhon Chai, Chaloem Phra Kiat, Lahan Sai, Pakham, Non Suwan và Nong Ki của tỉnh Buriram.

## Hành chính
Huyện này được chia thành 15 phó huyện (tambon), các đơn vị này lại được chia thành 204 làng (muban). Nang Rong là một thị trấn (thesaban tambon) nằm trên một phần của tambon Nang Rong và Thanon Hak. Có 15 tổ chức hành chính tambon (TAO).
| Số TT | Tên               | Tên tiếng Thái | Số làng | Dân số |  |
| ----- | ----------------- | -------------- | ------- | ------ |  |
| 1.    | Nang Rong         | นางรอง         | 30      | 22.934 |  |
| 3.    | Sadao             | สะเดา          | 17      | 9.624  |  |
| 5.    | Chum Saeng        | ชุมแสง          | 14      | 5.418  |  |
| 6.    | Nong Bot          | หนองโบสถ์       | 14      | 7.196  |  |
| 8.    | Nong Kong         | หนองกง         | 11      | 6.199  |  |
| 13.   | Thanon Hak        | ถนนหัก          | 13      | 10.073 |  |
| 14.   | Nong Sai          | หนองไทร        | 14      | 6.494  |  |
| 15.   | Kan Lueang        | ก้านเหลือง       | 10      | 4.573  |  |
| 16.   | Ban Sing          | บ้านสิงห์         | 14      | 5.503  |  |
| 17.   | Lam Sai Yong      | ลำไทรโยง       | 14      | 5.525  |  |
| 18.   | Sap Phraya        | ทรัพย์พระยา      | 13      | 6.924  |  |
| 24.   | Nong Yai Phim     | หนองยายพิมพ์     | 10      | 4.568  |  |
| 25.   | Hua Thanon        | หัวถนน          | 11      | 4.613  |  |
| 26.   | Thung Saeng Thong | ทุ่งแสงทอง       | 7       | 3.099  |  |
| 27.   | Nong Sano         | หนองโสน        | 12      | 5.400  |  |

Các con số mất là các tambo nay thuộc huyện Non Suwan và Chamni, cũng như các khu vực của Chaloem Phra Kiat.